# Boletus rawlingsii
Boletus rawlingsii är en svampart som beskrevs av McNabb 1968. Boletus rawlingsii ingår i släktet rörsoppar och familjen Boletaceae.   Inga underarter finns listade i Catalogue of Life.